# Dètohou
Dètohou è un arrondissement del Benin situato nella città di Abomey (dipartimento di Zou) con 4.617 abitanti (dato 2006).